# Isabel de Bolebec
Isabel de Bolebec, condesa de Oxford (h. 1164-2/3 de febrero de 1245), fue la primogénita y coheredera de Hugh de Bolebec II, señor de Whitchurch (Buckinghamshire), y de su esposa, Margaret de Montfichet. Contrajo matrimonio con Robert de Vere, III conde de Oxford, y ejerció de benefactora de la orden de predicadores (dominicos) de Inglaterra.
Isabel de Bolebec fue la hija y coheredera de Hugh de Bolebec II (m. h. 1165), señor de Whitchurch (Buckinghamshire), y de su esposa, Margaret de Montfichet. Tuvo un hermano, Walter, y una hermana, Constance, la esposa de Ellis de Beauchamp. En 1206-07, ella y Constance pasaron a ser coherederas de su sobrina, Isabel de Bolebev, hija de su hermano Walter y esposa de Aubrey de Vere, II conde de Oxford.
El primer marido de Isabel fue Henry de Nonant (Novaunt), señor de Totnes (Devon), que falleció sin hijos en 1206. En 1207, la viuda Isabel solicitó a la corona el derecho a casarse con quien ella deseara; y ese mismo año se casó con Robert de Vere, hermano menor del conde de Oxford, del que tuvo un hijo, Hugh de Vere. En el otoño de 1214, Robert heredó el condado al fallecer su hermano, Aubrey de Vere, II conde de Oxford, sin descendencia legítima, e Isabel pasó a ser condesa de Oxford. El nuevo conde se unió a los barones y a otros afines cuyo descontento con el rey Juan motivó la rebelión de estos. El 15 de junio de 1215, el rey aceptó la Carta Magna, y Oxford fue uno de los veinticinco barones elegidos para garantizar su cumplimiento, por lo que estuvo entre los excomulgados por el papa Inocencio III cuando éste liberó al rey de las condiciones del documento. En 1216, el rey asedió la sede de los Oxford, Castle Hedingham (Essex), y se apoderó de él. Al año siguiente, Oxford hizo las paces con los regentes del hijo de Juan, Enrique III, y, posteriormente, ejerció de juez real. Robert de Vere murió antes del 25 de octubre de 1221.
Isabel heredó la baronía de Bolebec, y desde su muerte en 1245 hasta 1703 los condes de Oxford adoptaron el tratamiento de «barón de Bolebec» además de su título de conde; y desde 1462 a 1625 usaron el título de «vizconde Bolebec».
Al morir el conde Robert, la condesa viuda compró a la corona la tutela de su hijo menor de edad por la sustanciosa suma de 6000 marcos. En 1237, ella y Hugh emprendieron juntos una peregrinación «más allá de los mares». En 1224-25, Isabel interpuso una demanda contra la abadía de Woburn por el señorío de Mendham (Suffolk).
Isabel ejerció de benefactora de la Orden de los Predicadores (dominicos) de Inglaterra, a los que ayudó a encontrar alojamiento en Oxford, y contribuyó a la construcción de su oratorio en ese lugar alrededor de 1227. Cuando los frailes necesitaron un priorato más grande, ella y el obispo de Carlisle compraron tierras al sur de Oxford y aportaron la mayor parte de los fondos y de los materiales. Fue enterrada en la nueva iglesia del convento que se estableció allí.